# Haplospiza rustica
El yal pizarroso (Haplospiza rustica), también denominado gorrión pizarra (en Colombia), pinzón pizarroso (en Honduras, Panamá y Ecuador), fringilo plomizo (en Costa Rica y México), semillero pizarra (en México), pinzón piquirecto (en Nicaragua), fringilo pizarroso (en Perú) o granero o semillero apizarrado (en Venezuela), es una especie de ave paseriforme de la familia Thraupidae, una de las dos pertenecientes al género Haplospiza. Habita desde México, por Centroamérica, hasta el oeste de Sudamérica.

## Distribución y hábitat
Se distribuye de forma discontinua y localizada desde el sur de México (registros marginales en tierras altas de Veracruz y Chiapas), por El Salvador, en Guatemala registros de origen incierta, Nicaragua, Costa Rica (cordilleras de Tilarán, Volcánica Central y de Talamanca), hasta el oeste y centro de Panamá; hacia el sur a o largo de la cordillera de los Andes desde el extremo oeste de Venezuela, por las tres cadenas de Colombia, Ecuador (en ambas pendientes), Perú, hasta el oeste de Bolivia (oeste de Santa Cruz); poblaciones aisladas en la Sierra Nevada de Santa Marta (noreste de Colombia), en la Serranía del Perijá (frontera norte de Colombia y Venezuela), en la cordillera de la Costa del norte de Venezuela y  en los tepuyes del sur y este de Venezuela y oeste de Guyana.
Esta especie es considerada poco común y aparentemente local (aunque lo más apropiado tal vez sea considerarla nómada) en su hábitat natural: el sotobosque de selvas montanas, en altitudes entre 1500 y 3000 m; generalmente en ecotonos de bosques húmedos de zonas subtropicales y templadas. Aunque generalmente es escasa y encontrada con poca frecuencia, puede ser temporariamente numerosa cuando ocurre la floración de los bambuzales Chusquea, que es también la época de reproducción.

## Descripción
Ambos sexos miden en promedio 12, cm de longitud en la edad adulta, y tienen un pico cónico y puntiagudo color gris. El macho es de color gris pizarra (de ahí sus nombres vernaculares), más claro en el vientre. La hembra es parda olivácea en el dorso y parda y ligeramente rayada en las zonas ventrales del cuerpo, tendiendo a blanquecino en el vientre.

## Comportamiento
Se sabe poco de su biología. Se ha encontrado buscando alimento en el suelo, entre la hierba y la tierra, y se cree que podría tener hábitos nómadas. Sus nidos han sido descritos en forma de copa, poco elaborados, construidos principalmente a partir de poáceas, y camuflados entre la vegetación epífita; ponen tres huevos completamente blancos.

## Sistemática

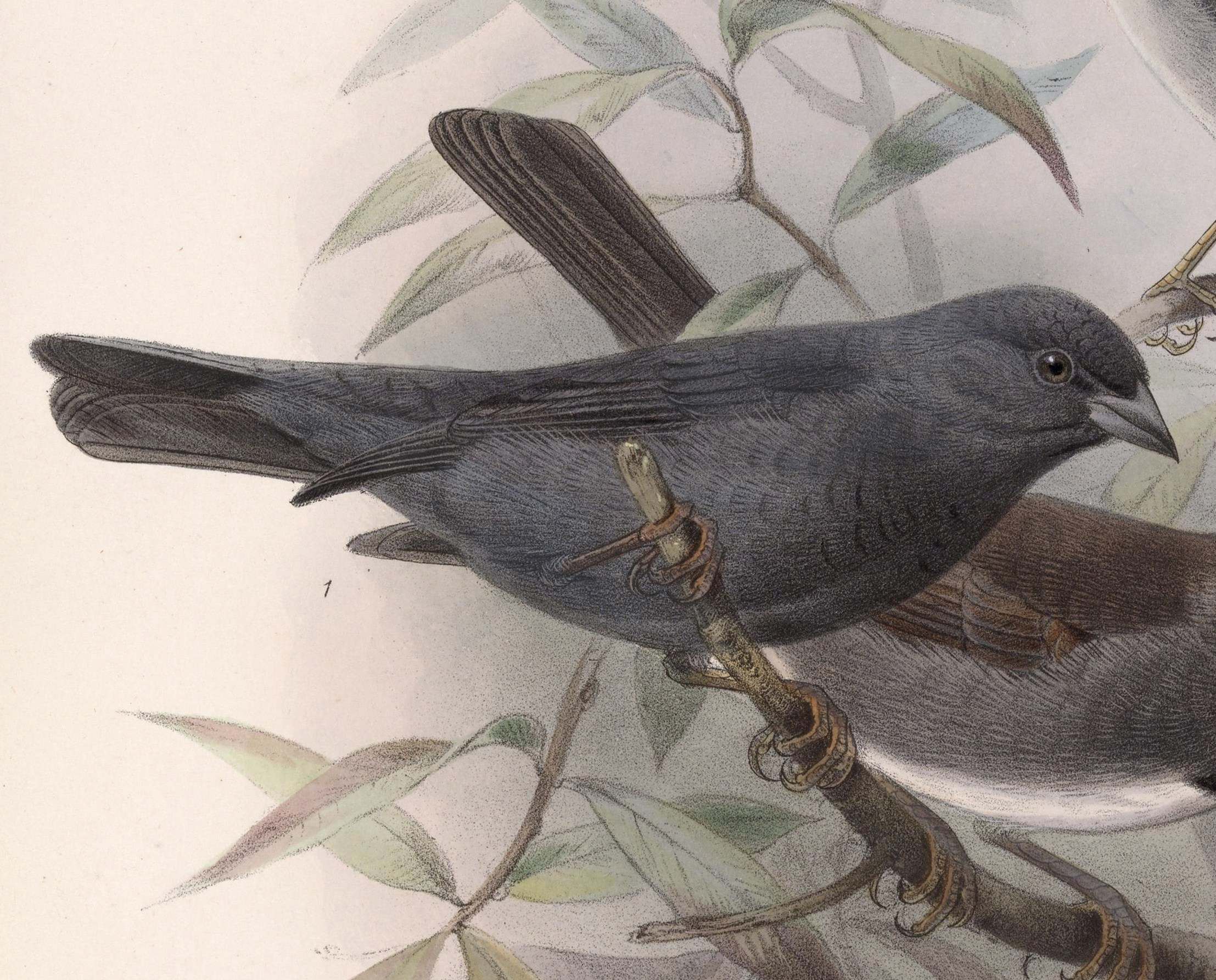
Haplospiza rustica, ilustración de Keulemans en Biologia Centrali-Americana, 1902.

### Descripción original
La especie H. rustica fue descrita por primera vez por el ornitólogo suizo Johann Jakob von Tschudi en 1844 bajo el nombre científico Phrygilus rusticus; su localidad tipo es: «Perú».

### Etimología
El nombre genérico femenino Haplospiza se compone de las palabras del griego «haploos»: liso, uniforme, y  «σπιγγος, σπιζα spiza»: el nombre del pinzón vulgar; y el nombre de la especie rustica proviene del latín «rusticus» que significa rural, liso, simple, rústico.

### Taxonomía
En los años 2010, varias publicaciones de filogenias completas de grandes conjuntos de especies de la familia Thraupidae basadas en muestreos genéticos, que incluyeron varios marcadores mitocondriales y nucleares, permitieron comprobar que la presente especie y Haplospiza unicolor no eran hermanas, y que la presente era hermana de Acanthidops bairdi, a pesar de que las tres comparten características morfológicas y comportamentales como la preferencia por bambuzales. Con base en estos resultados, Burns et al. (2016) propusieron resucitar el género Spodiornis exclusivamente para H. rustica (donde ya había sido colocada en el pasado), solución que fue adoptada por Aves del Mundo (HBW), Birdlife International (BLI) y Clement checklist/eBird. Sin embargo, el Comité de Clasificación de Sudamérica (SACC), en la Propuesta N° 730 parte 17 rechazó esta modificación taxonómica por considerar insatisfactoria la separación en muchos géneros monotípicos, pero reconociendo que la situación es temporaria  y no refleja la filogenia de las especies.
Los amplios estudios filogenéticos recientes demuestran que el clado formado por las tres especies mencionadas más arriba es próximo de Geospizopsis.

### Subespecies
Según la clasificación Clements Checklist/eBird v.2019 se reconocen cuatro subespecies, con su correspondiente distribución geográfica:
- Haplospiza rustica uniformis P.L. Sclater & Salvin, 1873 – tierras altas del sur de México (Veracruz y Chiapas).
- Haplospiza rustica barriselensis (Davidson), 1932 – tierras altas de Honduras, Costa Rica y oeste de Panamá (Chiriquí)
- Haplospiza rustica rustica (Tschudi), 1844 – del noroeste de Venezuela, por Colombia, Ecuador, Perú y Bolivia.
- Haplospiza rustica arcana (Wetmore & Phelps, Jr), 1949 – tepuyes del sur de Venezuela (Cerro Chimantá-tepui en Bolívar).

La clasificación del Congreso Ornitológico Internacional (IOC) no considera a barriselensis como válida, incluida en uniformis.